# Fotoizomerizace

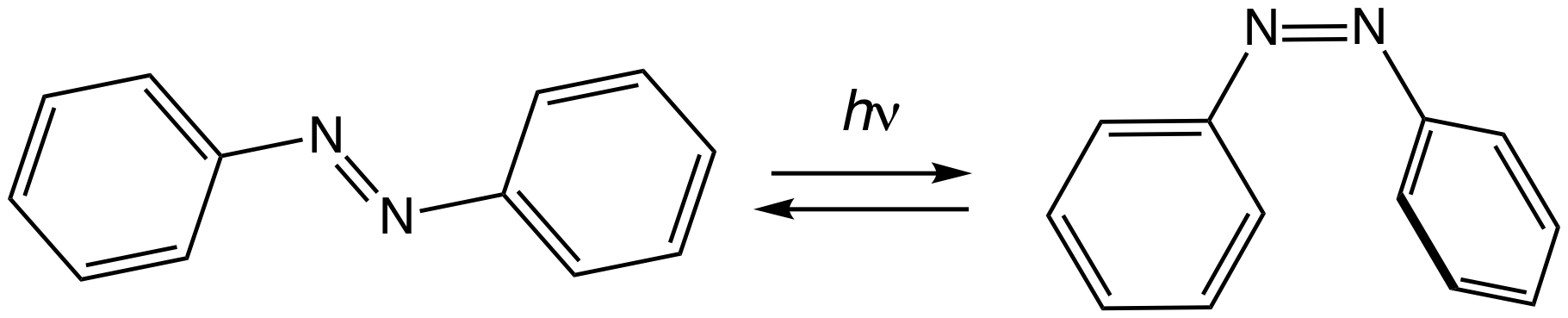
Fotoizomerizace azobenzenu

Fotoizomerizace je chemická reakce, druh izomerizace indukované světelnou energií.
Existují vratné i nevratné fotoizomerizační reakce; označení fotoizomerizace se obvykle používá pro vratné.

## Využití

Molekula methylové červeně, azobarviva často přidávaného do kapalných krystalů

Fotoizomerizace retinalu je nutná pro funkci zraku.
Fotoizomerizovatelné substráty se používají například na výrobu roztoků pigmentů pro přepisovatelná CD a DVD a 3D optická datová média. O fotoizomerizovatelné molekuly je zájem také při vývoji molekulárních strojů, jako jsou molekulární přepínače a motory.
Fotoizomerizace se využívá také u aditiv do kapalných krystalů, kde tyto reakce pozměňují jejich lineární a nelineární vlastnosti.
Fotoizomerizace umožňuje reorientaci molekul v kapalných krystalech, což se využívá v holografii k tvorbě prostorových filtrů a při optickém přepínání.

## Příklady
Významnými skupinami látek, u kterých dochází k fotoizomerizaci, jsou azobenzeny, stilbeny a spiropyrany.

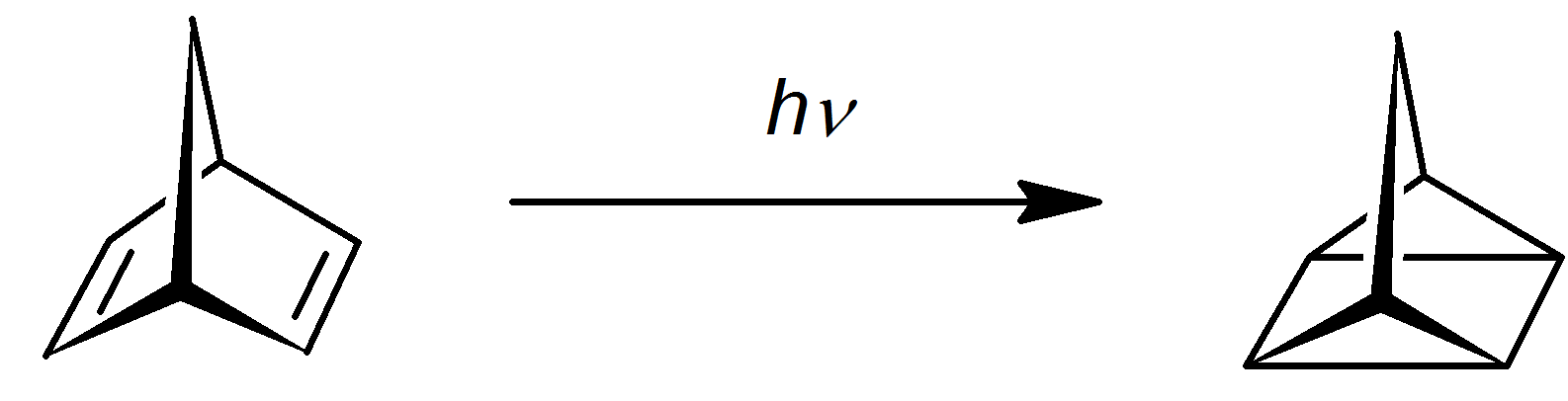
Fotoizomerizace norbornadienu na kvadricyklan

Za přítomnosti katalyzátoru se norbornadien po ozáření ultrafialovým zářením o vlnové délce kolem 300 nm mění na kvadricyklan . Při zpětné přeměně na norbornadien se uvolní energie kvadricyklanového kruhu jako teplo (ΔH = −89 kJ/mol). Tato reakce byla navržena jako možný způsob uchovávání sluneční energie.
Fotoizomerizační reakce lze rozdělit do několika skupin; nejvýznamnější jsou přeměny trans-cis (nebo 'E-'Z) a přechody mezi otevřenými a uzavřenými kruhy. První z nich probíhá například u stilbenu a azobenzenu, tedy sloučenin obsahujících dvojné vazby, kde se jeden izomer mění na druhý rotací kolem dvojné vazby.
Druhý typ fotoizomerizace se vyskytuje mimo jiné u fulgidu a diarylethenů. U těchto sloučenin dochází ke štěpení a tvorbě vazeb působením záření o určitých vlnových délkách.
Další skupinou fotoizomerizací je di-pí-methanový přesmyk.

## Koordinační chemie
Mnoho komplexů je citlivých na světlo a řada z nich podléhá fotoizomerizacím. Příkladem takové reakce je přeměna bezbarvého cis-bis(trifenylfosfin)chloridu platnatého na žlutý trans isomer.

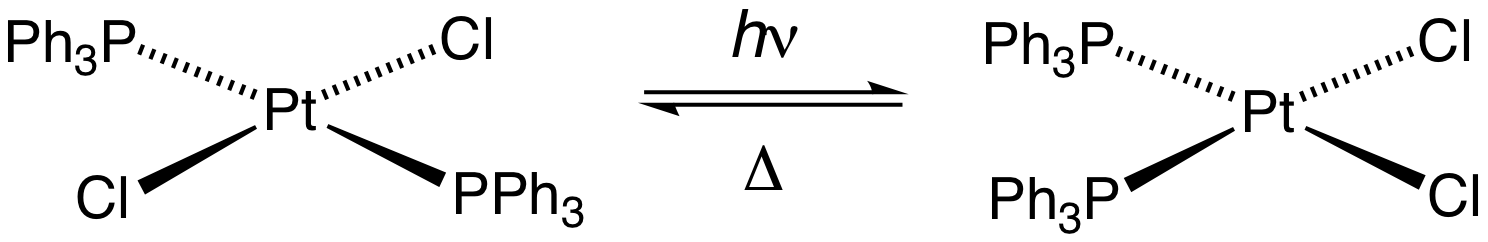
Fotoizomerizace PtCl_{2}(PPh_{3})_{2}

Některé komplexní sloučeniny po ozáření mění svůj spinový stav.

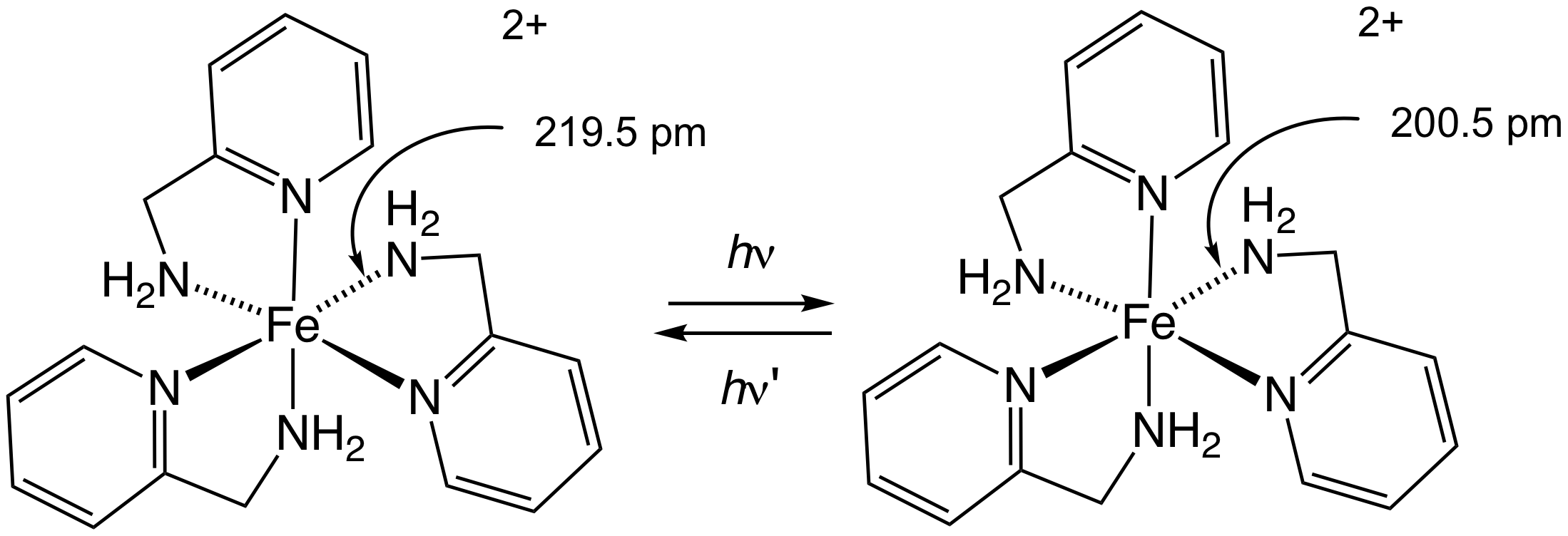
Světlem vyvolaná změna spinu u [Fe(pyCH_{2}NH_{2})_{3}]^{2+} z vysokospinového na nízkospinový komplex